# Il destino (film 1916)
Il destino è un film muto italiano del 1916 diretto da Gustavo Serena.